# Wasserturm Eichwalde

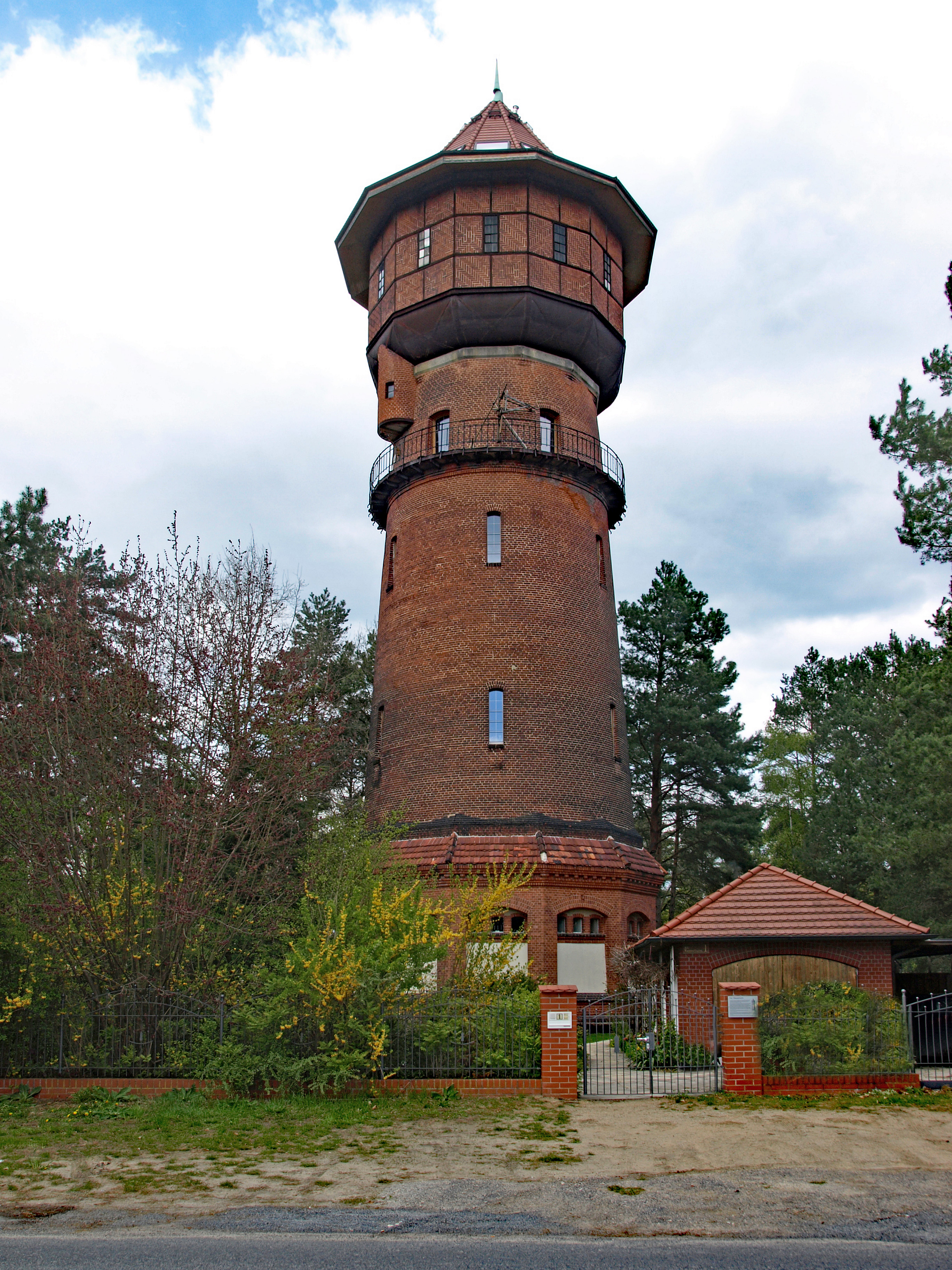
Wasserturm Eichwalde

Der Eichwalder Wasserturm ist ein 44 m hoher Backsteinbau, gebaut 1912. Er befindet sich zusammen mit dem Wasserwerk im Trinkwassereinzugsgebiet von Eichwalde. Der stählerne Behälter des Wasserturms fasst 300 m³ und bildet somit die tragende Konstruktion für den gesamten Turm.

## Nutzung
Von der Fertigstellung des Turmes bis zum Zweiten Weltkrieg war der Wasserturm in Betrieb. Er versorgte die Gemeinde Eichwalde und umliegende Orte sowie auch Teile von Berlin. Anschließend stand der Turm leer und verfiel. 1986 meldete eine private Familie Kaufinteresse an dem Wasserturm und erhielt 1990 die Baugenehmigung zum Ausbau des Turmes zu einem Wohnhaus.
Seit 1996 ist der Wasserturm bewohnt. Des Weiteren hat sich ein Bauingenieurbüro in dem Wasserturm angesiedelt.